# Helen Tanger
Helen Tanger, nizozemska veslačica, * 22. avgust 1978, Amsterdam.
Tangerjeva je nastopila že na Svetovnem prvenstvu v veslanju 2003 v Milanu, kjer je nizozemski četverec osvojil srebrno medaljo. Nato je veslala tudi v nizozemskem osmercu, ki se je uvrstil na Olimpijske igre v Atenah. Čoln je nato tam osvojil bronasto medaljo. Isti čoln je nato osvojil še bronasto medaljo na svetovnem prvenstvu v Gifuju leta 2005. Po tem svetovnem prvenstvu je zapustila osmerec in se posvetila dvojnemu dvojcu, s katerim je na Svetovnem prvenstvu 2006 v Etonu osvojila peto mesto.
Leta 2008 se je vrnila v osmerec, ki se je uvrstil na Olimpijska igre v Pekingu. Njene soveslačice v čolnu so bile: Femke Dekker, Annemiek de Haan, Roline Repelaer van Driel, Nienke Kingma, Sarah Siegelaar, Marlies Smulders, Annemarieke van Rumpt in krmarka Ester Workel. Na igrah je osmerec osvojil srebrno medaljo.